# York Castle
York Castle i byen York i England er et befæstet kompleks, der er bygget i de seneste 900 år, og som består af fæstninger, fængsler, domhuse og andre bygninger på sydsiden af floden Foss. Keepet, som i dag ligger i ruiner, af den middelalderlige normanniske borg bliver ofte omtalt som Clifford's Tower. Den blev opført på ordre fra Vilhelm 1. for at dominere den tidligere vikingeby York, og den levede tumultarisk, før den udviklede sig til til et stort forsvarsværk med store voldgravsanlæg. En stor eksplosion i 1684 gjorde de resterende militære forsvarsværker ubeboelige, og York Castle blev brugt som fængsel til 1929.
Den første motte-and-baileyfæstning blev bygget i år 1068 efter den normanniske erobring af York. Borgen blev ødelagt af oprørere og en vikingehær i 1069, og York Castle blev genopbygget og forstærket med voldgrave og en kunstig sø. York Castle var en vigtig kongelig fæstning i Nordengland.
I 1190 døde 150 lokale jøder i en pogrom i fæstningens keep; de fleste begik selvmord for ikke at bliver taget af pøblen. Henrik 3. genopbyggede borgen i sten i midten af 1200-tallet og opførte et keep med et unikt firpas-grundplan, der blev støttet af en ydre borggård og en stor portbygning. Under de skotske krige mellem 1298 og 1338 blev York Castle brugt med jævne mellemrum som kongelig administration over England og en vigtig militærbase som udgangspunkt for operationer.
York Castle gik i forfald i 1400- og 1500-tallet, hvor den i højere grad blev brugt som fængsel til både kriminelle og politiske fanger. Under Elizabeth 1. havde borgen mistet sin militære værdi, men blev fortsat vedligeholdt for at synliggøre den kongelige magt i byen. Ved udbruddet af den engelske borgerkrig i 1642 blev borgen repareret og befæstet, og den spillede en vigtig rolle i royalisternes forsvar af York i 1644 mod parlamentarikernes tropper. York Castle havde en garnison til 1684, hvor en eksplosion ødelagde store dele af Clifford's Tower. Borgens bailey blev ombygget i nyklassicisme stil i 1700-tallet til countiets administration, og den blev brugt som fængsel. Fængselsreformer i 1800-tallet førte til opførelse af en nyt fængsel på stedet i 1825. Det blev først brugt som county-fængsel og herefter som militærfængsel, men det blev revet ned igen i 1935. I 1900-tallet er ruinen af Clifford's Tower blevet en turistattration og nationalt monument. York Castles ejes af English Heritage og er åbent for offentligheden. De øvrigt bygninger tjener som York Castle Museum og Crown Court.